# 米田町
米田町（よねだちょう）は、かつて兵庫県印南郡に存在した町であった。加古川と法華山谷川に挟まれた地に位置する。1956年（昭和31年）に加古川市と高砂市への編入により消滅した。

## 地名の由来
米田はかつて米堕と呼ばれていた。米堕の名の由来として以下の話がある。藤井という船師は、租税である米を船に乗せて南海を航海していた。法華山にいた法道仙人は、空鉢を飛ばして托鉢を願った。しかし、船師は（積荷が租税であることから）自分の裁量で判断できないと断った。すると、鉢が船師の元を離れると、それに連れて積荷の米も飛び去ってしまった。船師は大いに驚き、仙人の元に行って詫びた。仙人は笑って許し、米を元の場所に戻したが、その際、一俵が途中で落下した。それから俵が落下した地を米堕と言うようになったという。これは伝説であるが、地名の語源「ヨネ」は砂のことであり、砂堆地にあるからヨネダであるとも言う。

## 沿革

### 江戸時代
江戸時代、姫路藩に属していた。村高は、「正保郷帳」によると546石余であり、うち田353石余・畑192石余であった。「天保郷帳」、「旧高旧領」によると、村高はともに831石余であった。寛文年間（西暦1661〜1672年）姫路藩士加藤弥兵衛は、新田開発の検地で測量をゆるめ、村民に喜ばれたが、姫路への帰路に藩主へ謝罪し自害した。村民は彼の徳を偲び、顕彰碑を立てたという。地内にはこれに由来すると考えられる字定免がある。米田河畔は観月に適した所で、砂部村の俳人喜多順庵、米田村神宮寺の住職（栗本玉屑）、松岡青蘿らが観月亭を営んでいたという。俳句を刻んだ観月碑・観月腰掛石がある。

### 米田村時代
1889年（明治22年）、印南郡米田村、米田新村、古新村、塩市村、島村、神爪村、平津村、船頭村が合併し、印南郡米田村が成立した。旧村名は大字として継承され、役場は米田村米田に置かれた。1872年（明治5年）11月に高砂市立米田小学校の前身である龍東小学校が、西蓮寺の庫裏を校舎として創立された。1900年（明治33年）、山陽鉄道（現 JR西日本山陽本線）宝殿駅が開業した。1918年（大正7年）から加古川河川改修工事が開始され、1933年（昭和8年）に竣工した。1919年（大正8年）に日本毛織印南工場が操業を開始し、工場・社宅・休養施設が次々に建設された。加古川の河川改修により加古川を分流していた洗川は閉め切られ、廃川となった。

### 米田町時代
1928年（昭和3年）町制を施行し、米田町となった。1947年（昭和22年）米田町立米田小学校に米田中学校を併設したが、1948年（昭和23年）米田町・東神吉村・西神吉村が共同で設立した印南郡米田町他2ケ村学校組合立宝殿中学校（現高砂市立宝殿中学校）が廃川となった旧洗川敷地に開校した。

### 分割合併
経済的にも豊かで早々に町制を施行するなど、印南郡北中部の中心都市として栄えた米田町であるが、昭和期における合併問題では住民感情のもつれから、周辺町村の動きに翻弄され続けることとなった。
米田町は戦前から東神吉村や伊保村との合併を協議したものの不調に終わっている。合併の機運が高まるのは戦後の1946年（昭和21年）2月、高砂町を訪れた姫路駐在のニコラス・D・ラモート中佐が高砂町・加古川町を軸に加古郡・印南郡12町村による合併を強く説いたことによる。この「12町村」には米田町も含まれていた。1947年（昭和22年）5月31日には高砂町に加印15町村長が集まり、県から指示された10年後の都市建設構想地図を中心に討議しているが、米田町長はこの討議にも参加している。
米田町が具体的な合併の動きを見せるのは、1949年（昭和24年）8月にシャウプ使節団第1次報告書（シャウプ勧告）が公表されたことによる。1950年（昭和25年）2月、加古郡加古川町、印南郡米田町・東神吉村・西神吉村の4町村による合併の仮調印をいち早くまとめた。米田町と加古川町とは加古川を挟んで隣同士であること、両町とも日本毛織の工場があることから結びつきが強かったことがこの仮調印を促した。しかし早期の市制施行を目指し合併対象を加古川左岸地域の町村にも広げようとする加古川町に対しこれを嫌った米田町は態度を一変、この合併は中止となり、加古川町は左岸地域町村との合併により1950年6月、先に加古川市を成立させた。この動きを高砂町は「米田が加古川と手を切った」とみて、高砂町の合併委員が米田町を訪れた。もっともこの頃、高砂町議会は加古郡高砂町、荒井村、印南郡伊保村、曽根町の4町村合併を重視し、いっぽう荒井村・伊保村が様子見を決め込んだため、加古川右岸地域における合併問題はこのときも進展しなかった（4町村による高砂市の成立は1954年7月）。
1953年（昭和28年）12月27日、米田町協議会は、高砂町、荒井村、曽根町、伊保村との合併への動きに同調することに決定した。これに対し、加古川市は、1954年（昭和29年）1月9日、合併特別委員会を設立し、合併推進へ向けての体制固めを行うとともに11日、東神吉村および西神吉村および米田町に対する合併の正式な申込を行った。米田町は、14日、高砂町、荒井村、曽根町、伊保村との同調を既定の方針として臨時町会を開催し、合併協議会規約案の正式な議決を計った。しかし県は米田町の動きを県の合併計画に反するものとして（米田町長は「加古川市の妨害工作」とみて）、断念に追い込まれる。
1954年3月に兵庫県加印地方事務所は管内を6ブロックに分けた合併案を示す。そのうちの一つ、米田ブロック（米田・東神吉・西神吉・阿弥陀）については「日常生活は加古川市と密接な関係を持っている」として、米田町を中心とする加古川市に並ぶ新市建設を目論んでいたが、「米田町の南部が高砂方面との合併を強く希望している」との留保も付けていて、米田ブロックの動きは結局県の合併計画に沿うものとはならなかった。1954年11月、米田町船頭地区は県の合併計画に沿い米田ブロックの合併を目指し「四カ町村合併促進同盟会」を結成したが、米田町の大勢は変わらなかった。その結果船頭地区は東神吉・西神吉との分町合併に動き出し、のちに加古川市との合併運動に転した。米田町長は船頭地区を「日毛誘致に伴い転住したる関係」として船頭地区の動きを旧住民の存在を無視していると非難し、米田町内の亀裂は修復しがたいものとなりつつあった。
1955年（昭和30年）12月2日、加古川市は東神吉村・西神吉村に対し正式に合併の申し入れをする。同月15日、船頭地区は「東西神吉村とともに加古川市に合併したいので議会の承認をもらいたい」という趣旨の要望書を町当局に提出する。一方高砂市は同月19日に米田町・阿弥陀村に対し合併の申し入れをする。同月25日の米田町議会は船頭地区の求める分町合併と高砂市の合併申し入れについて議論し、分町については大差で否決、高砂市からの合併申し入れについては住民投票に付すことを一票差で可決した。1956年（昭和31年）1月22日に実施された住民投票では高砂市との合併に賛成する票が有効投票中の55.4%を占め、合併賛成派の辛勝に終わったが、これはかえって反対派の強い反発を呼び起こした。兵庫県も「住民投票は世論の動きをみる一つの手段で、この結果から直ちに高砂市合併を認めず」との姿勢を確認したため、反対派は県のこの姿勢を追い風に運動を強めていく。県からの関係市町村の協議斡旋は不調に終わり、分町運動は顕在化したが、町村合併促進法の期限切れ（1956年9月30日）が迫ると県は調停に乗り出す。同年8月8日、兵庫県議会議長は加古川・高砂両市長・市議会議長を呼び寄せ「分町させて合併させるから県に一任してほしい」と申し入れを行い、両市の了承を取り付ける。当事者である米田町のいないところでなされた合意であるが、この期に及んでも町内は「分町加古川市合併」「分町高砂市合併」「分町絶対反対」の三派に割れ町独自の対案もまとまらず、同年9月18日の町議会議員総会で知事に事態収拾を一任することに決めた。9月27日の兵庫県合併審議会の裁定の結果、「米田町は高砂市に合併するものとする。ただし船頭・平津の二部落は加古川市に編入するものとする。」とされた。加古川市議会、米田町議会は裁定受け入れをすぐに可決、高砂市議会では裁定の付帯事項に疑義が出されたものの時間切れで付帯事項を留保したまま裁定を受け入れることになった。こうして同年9月30日、米田町は、加古川市、高砂市に分割合併し、その歴史に幕を下ろした。
米田町は町内をまとめることができず、それがために米田ブロック内での求心力を失い、米田ブロックの他の3村もブロックでの合併を諦めて阿弥陀村は建前上米田町と歩調を合わせるとしながらも村内は高砂市への合併でまとまり、東神吉村・西神吉村は加古川市と独自に合併交渉を進める結果となった。
分割合併後も、付帯事項に示された米田小学校の組合立運営を高砂市が拒否したり、加古川市に編入された宝殿駅前住民が境界線変更を求めて県に申請を行うなど、混乱は続いた。合併を巡る米田町の混乱は「「合併失敗地区」という汚名は当然甘受しなければなるまい」「"米田の二の舞を踏むな"というのが合併の合言葉となっている」と評された。

## 小中学校
小学校
米田町立米田小学校
中学校
印南郡米田町他2ケ村学校組合立宝殿中学校

## 交通
鉄道
国鉄山陽本線宝殿駅
道路
国道2号
兵庫県道391号
兵庫県道43号
兵庫県道393号
兵庫県道387号

## 主な寺社
神社
米田天神社 - 加古川市加古川町木村にある泊神社の分社で、承応年間（西暦1652〜1654年）、宮本武蔵の養子である宮本伊織が再建したと言われる。
寺院
仏乗山西蓮寺 - 浄土真宗本願寺派である。文政年間から1872年（明治5年）まで、住職福田智潮・智了の寺子屋があった。
神宮寺（薬師堂） - もと米田天神社の神宮寺であった。宮本伊織が寄贈した鰐口がある。

## 学校
- 加古川市立川西小学校 - 米田町の分離合併により加古川市内となった船頭・平津を校区とする小学校。